# Prairie Hockey League 1927/28
Die Saison 1927/28 war die zweite und letzte reguläre Saison der Prairie Hockey League (PrHL). Meister wurden die Saskatoon Sheiks.

## Teamänderungen
Folgende Änderungen wurden vor Beginn der Saison vorgenommen:
- Die Calgary Tigers stellten den Spielbetrieb ein.
- Die Edmonton Eskimos stellten den Spielbetrieb ein.
- Die Moose Jaw Warriors änderten ihren Namen in Moose Jaw Maroons.

## Modus
In der Regulären Saison absolvierten die drei Mannschaften jeweils zwischen 26 und 28 Spielen. Für einen Sieg erhielt jede Mannschaft zwei Punkte, bei einem Unentschieden einen Punkt und bei einer Niederlage null Punkte.

## Reguläre Saison

### Tabelle
Abkürzungen: GP = Spiele, W = Siege, L = Niederlagen, T = Unentschieden, GF = Erzielte Tore, GA = Gegentore, Pts = Punkte
|                   | GP | W  | L  | T | GF | GA | Pts |
| ----------------- | -- | -- | -- | - | -- | -- | --- |
| Saskatoon Sheiks  | 28 | 18 | 5  | 5 | 86 | 39 | 41  |
| Moose Jaw Maroons | 26 | 12 | 8  | 6 | 61 | 61 | 30  |
| Regina Capitals   | 26 | 2  | 19 | 5 | 46 | 89 | 9   |